# Manuel Cappai
Manuel Fabrizio Cappai (Cagliari, 9 de octubre de 1992) es un deportista italiano que compite en boxeo.
En los Juegos Europeos de Minsk 2019 obtuvo una medalla de bronce en la categoría de 52 kg. Ganó una medalla de bronce en el Campeonato Europeo de Boxeo Aficionado de 2022.

## Palmarés internacional
| Juegos Europeos    | Juegos Europeos     | Juegos Europeos   | Juegos Europeos |
| Año                | Lugar               | Medalla           | Categoría       |
| ------------------ | ------------------- | ----------------- | --------------- |
| 2019               | Minsk (Bielorrusia) | Medalla de bronce | 52 kg           |
| Campeonato Europeo |                     |                   |                 |
| Año                | Lugar               | Medalla           | Categoría       |
| 2022               | Ereván (Armenia)    | Medalla de bronce | 54 kg           |